# Ryszard Skawiński
Ryszard Skawiński (ur. 21 sierpnia 1957 w Ełku) – polski pedagog i samorządowiec.

## Życiorys
Absolwent filologii polskiej Uniwersytetu Adama Mickiewicza w Poznaniu (1979). Pracę w zawodzie nauczyciela podjął w listopadzie 1979. W latach 1991–1996 był wicedyrektorem Zespołu Szkół Zawodowych nr 1 im. Jędrzeja Śniadeckiego w Ełku, a w latach 1996–2006 dyrektorem tej placówki. W roku 2005 w Instytucie Badań Edukacyjnych w Warszawie doktoryzował się na podstawie rozprawy doktorskiej Społeczno-edukacyjne uwarunkowania przekształceń strukturalnych w szkolnictwie zawodowym na terenach o wysokiej stopie bezrobocia uzyskując stopień doktora nauk humanistycznych w zakresie pedagogiki, specjalność: pedagogika (promotor: Stefan Michał Kwiatkowski). Od 20 czerwca 2001 nauczyciel dyplomowany, był także ekspertem MEN w zakresie awansu zawodowego oraz egzaminator OKE.
Ryszard Skawiński jest członkiem zarządu Mazurskiego Towarzystwa Naukowego w Ełku. Prowadził zajęcia na lokalnych uczelniach wyższych: Wszechnicy Mazurskiej w Olecku, Wydziale Nauk Technicznych i Społecznych (dawniej Centrum Studiów Bałtyckich) w Ełku Uniwersytetu Warmińsko-Mazurskiego w Olsztynie, Wydziale Zamiejscowym w Ełku Wyższej Szkoły Finansów i Zarządzania w Białymstoku, w Wyższej Szkole Informatyki i Ekonomii w Olsztynie, Wydziale Zamiejscowym w Ełku Wyższej Szkoły Gospodarki w Bydgoszczy. W roku 2021 otrzymał honorowy tytuł profesora oświaty.
W kadencji 1998–2002 był radnym Rady Miasta Ełku, a  w latach 2006–2010 oraz od 2014 radnym Rady Powiatu Ełckiego. Od 2014 jest ponownie radnym Rady Powiatu Ełckiego, przewodniczącym Komisji Rewizyjnej. W obu Radach – Miasta i Powiatu – był członkiem komisji oświaty. W 2006 roku wybrany wicestarostą powiatu ełckiego, został odwołany z tej funkcji przed upływem kadencji w marcu 2010 r. wskutek zerwania koalicji PiS-PO.

## Publikacje
Jest redaktorem naczelnym wydawanego przez Mazurski Ośrodek Doskonalenia Nauczycieli (MODN) kwartalnika pedagogicznego „Publikator”, autorem ponad 50 zamieszczonych tam artykułów popularnonaukowych. Ponadto jest współredaktorem książki poświęconej dziesięcioleciu „Publikatora” („Mazurskiej edukacji portret własny. W dziesięciolecie «Publikatora» – wybór tekstów”, Ełk 2011).
Opublikował także jako autor lub współautor kilkadziesiąt artykułów naukowych i popularnonaukowych, recenzji oraz książek o tematyce pedagogicznej, społecznej oraz regionalnej.
Książki:
- Ełk, Wydawnictwo Zbigniew J. Filipkowski, Suwałki 1994
- Powiat Ełcki, Ełk 2005
- R. Skawiński (red.), Ksiądz Karol Fox – kapłan trudnych czasów, Stare Juchy 2013
- W. Guzewicz, R. Skawiński, Pisz i okolice. Studium historyczne kościołów i parafii dekanatu piskiego, Wydawnictwo Diecezjalne Adalbertinum, Ełk 2014

Artykuły naukowe:
- Kwalifikacje kluczowe w świetle oczekiwań mazurskich pracodawców, (w:) Przedsiębiorstwo w rozwoju zawodowym pracowników, red. S. M. Kwiatkowski, IBE, Warszawa 2007, s. 191-198.
- Korzenie i uwarunkowania reform polskiej edukacji w XX wieku, „Studia Ełckie”, 10(2008), s. 193-229.
- W kręgu ideologii edukacyjnych, „Studia Ełckie”, 10(2008), s. 441–455.
- Ocena jezuitów w dwudziestowiecznych polskich powieściach historycznych. Między faktami, ideologią i artyzmem, Studia Ełckie nr 12 (2010), Wydawnictwo Diecezjalne Adalbertinum, Ełk 2010, s. 19–36
- Współczesne obszary rozwoju pedagogiki społecznej i nowe możliwości w studiowaniu tej dyscypliny wiedzy. Okiem dydaktyka, Studia Ełckie nr 12 (2010), Wydawnictwo Diecezjalne Adalbertinum, Ełk 2010, s. 417–433
- Współpraca szkoły i rodziny – od traktatów socjologicznych po praktyczne rady, Studia Ełckie nr 13 (2011), Wydawnictwo Diecezjalne Adalbertinum, Ełk, 2011, s. 601-621
- Komu służy edukacja? W kręgu ideologii i realiów na Mazurach, Rocznik Ełcki 2012, MTN, Ełk 2013,  s. 115–123

## Odznaczenia i nagrody
- W 1998 nauczyciel roku województwa suwalskiego[7].
- W 2004 odznaczony Srebrnym Krzyżem Zasługi[8].
- Medal Komisji Edukacji Narodowej (2013)[9].
- W 2017 odznaczony Złotym Krzyżem Zasługi za zasługi w działalności społecznej i samorządowej[10].